# Sidomoro (Buluspesantren)
Sidomoro is een bestuurslaag in het regentschap Kebumen van de provincie Midden-Java, Indonesië. Sidomoro telt 3550 inwoners (volkstelling 2010).